# Lichnochromis acuticeps
Genre
Espèce
Statut de conservation UICN

 LC  : Préoccupation mineure
Lichnochromis acuticeps est une espèce de poissons de la famille des Cichlidae endémique du lac Malawi en Afrique. C'est la seule espèce de son genre Lichnochromis (monotypique).